# Новики (Тернопільський район)
Но́вики — село в Україні, у Збаразькій міській громаді Тернопільського району Тернопільської області. Розташоване на річці Гніздечна, на південному заході району. До 2020 центр сільради, якій були підпорядковані села Опрілівці та Чумалі.
Населення — 390 особи (2014).

## Населення

### Мова
Розподіл населення за рідною мовою за даними перепису 2001 року:
| Мова       | Кількість | Відсоток |
| ---------- | --------- | -------- |
| українська | 486       | 99.8%    |
| російська  | 1         | 0.2%     |
| Усього     | 487       | 100%     |

## Історія
Перша писемна згадка - 9 липня 1463 року. У Луцьку три брати – Василь, Семен і Солтан Васильовичі, «отчині і дідичі Збаразькі» (сини князя Василя Федоровича Несвізького) офіційно поділили батьківські маєтки. У цьому документі перераховано переважно більшість сіл, що відійшли князям. 
Зокрема, Семену Васильовичу – містечко Колодно і села Добриводи, Іванчани, Новики, Олишківці, Гніздичне, Шимківці, Глубичок та інші села. Процитований документ зберігається в архіві князів Любартовичів Сангушків у Славуті (Archiwum książąt Lubartowiczow Sanguszkow w Sławucie. T.1 1366-1506. S.53).
Назва походить, за переказами, від відродженого села на місці того, яке спалили татари, – нове поселення. У 1518 р. село власність Тетяни Гольшанської, дружини К. І. Острозького; після її смерті – Острозьких. У 1890-х рр. функціонували фільварок, млин, 2 крамниці та корчма. 
У 1914 р. в селі – 580 жителів. В УГА воювали понад 40 осіб. Діяли філії товариств “Просвіта”, "Січ", "Луг", "Сільський господар" та іних, а також кооператива, молочарня і хор. У 1925 р. працював млин Є. Чернявського. Відомо, що в 1932 р. діяла однокласна школа. Протягом 1934–1939 рр. село належало до ґміни Доброводи.
6 липня 1941 р.– 5 березня 1944 р. Новики – під нацистською окупацією. Під час німецько-радянської війни в Червоній армії загинули або пропали безвісти 18 осіб. В ОУН і УПА перебували, загинули, репресовані, симпатики – 24 особи; криївка була у господарстві С. Герасимишина. 3 серпня 1948 р. вояки УПА спалили колгоспні будівлі.
12 червня 2020 року, відповідно до Розпорядження Кабінету Міністрів України від  № 724-р «Про визначення адміністративних центрів та затвердження територій територіальних громад Тернопільської області», село увійшло до складу Збаразької міської громади.
19 липня 2020 року, в результаті адміністративно-територіальної реформи та ліквідації Збаразького району, село увійшло до складу новоутвореного Тернопільського району.

## Пам'ятки

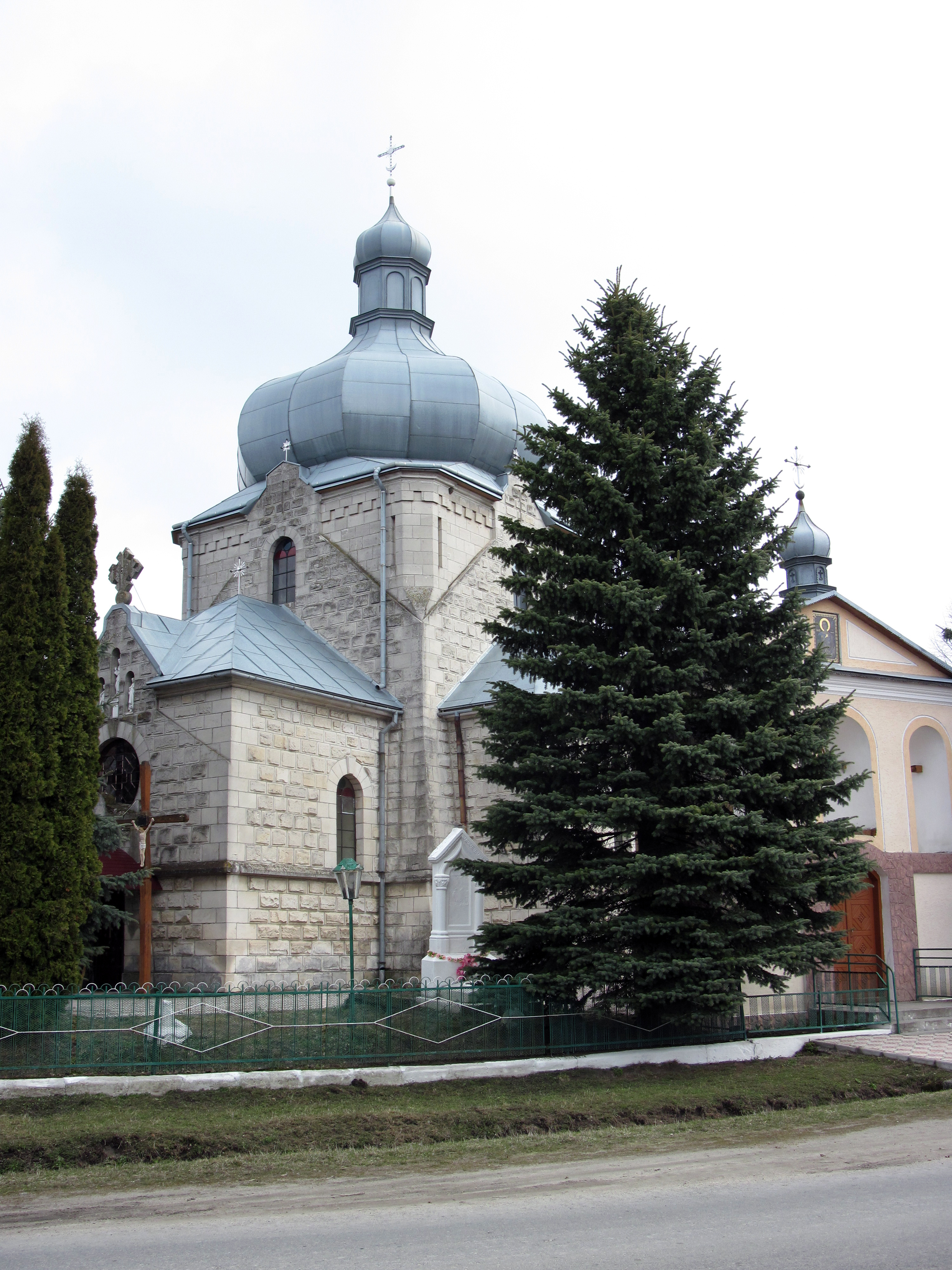
Церква святого Димитрія Солунського

Є церква святого Димитрія Солунського (1909, кам'яна; протягом 1961–1989 – закрита радянською владою)
Споруджено братську могилу 14 воїнам Червоної армії, які загинули навесні 1944 р., пам’ятник полеглим у німецько-радянській війні воїнам-односельцям (1967 р.). 
На східній околиці села розташоване урочище, гідрологічна пам’ятка природи місцевого значення "Провалля" (4,7 га). Є два ставки.

## Соціальна сфера
Працюють ЗОШ 1 ступ., клуб, бібліотека, фельдшерський пункт, 2 торгових заклади; земельні паї орендують ТОВ "Агродар" і ТзОВ "Агрокомплекс". Є залишки млина, розібраного у 1980-х роках. 

## Відомі люди
У Новиках народилися:
- Микола Сосновий (1965 р. н.) - співак, автор пісень,
- Олексій Сухий (1957 р. н.) - доктор історичних наук;

Проживав член повітової екзекути ОУН Михайло Рущак (1905 р. н.).

## Галерея

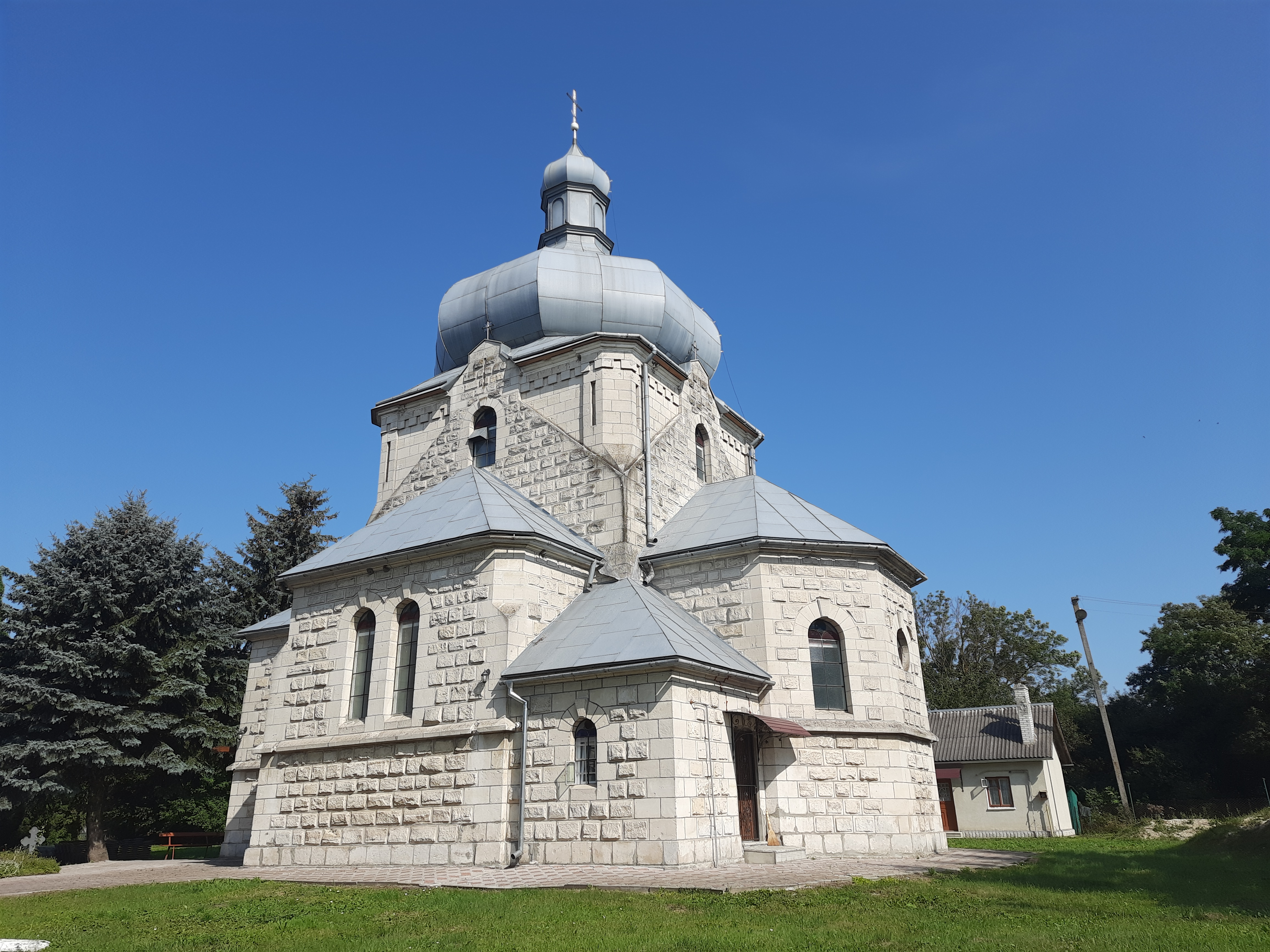
Церква Святого Димитрія Солунського
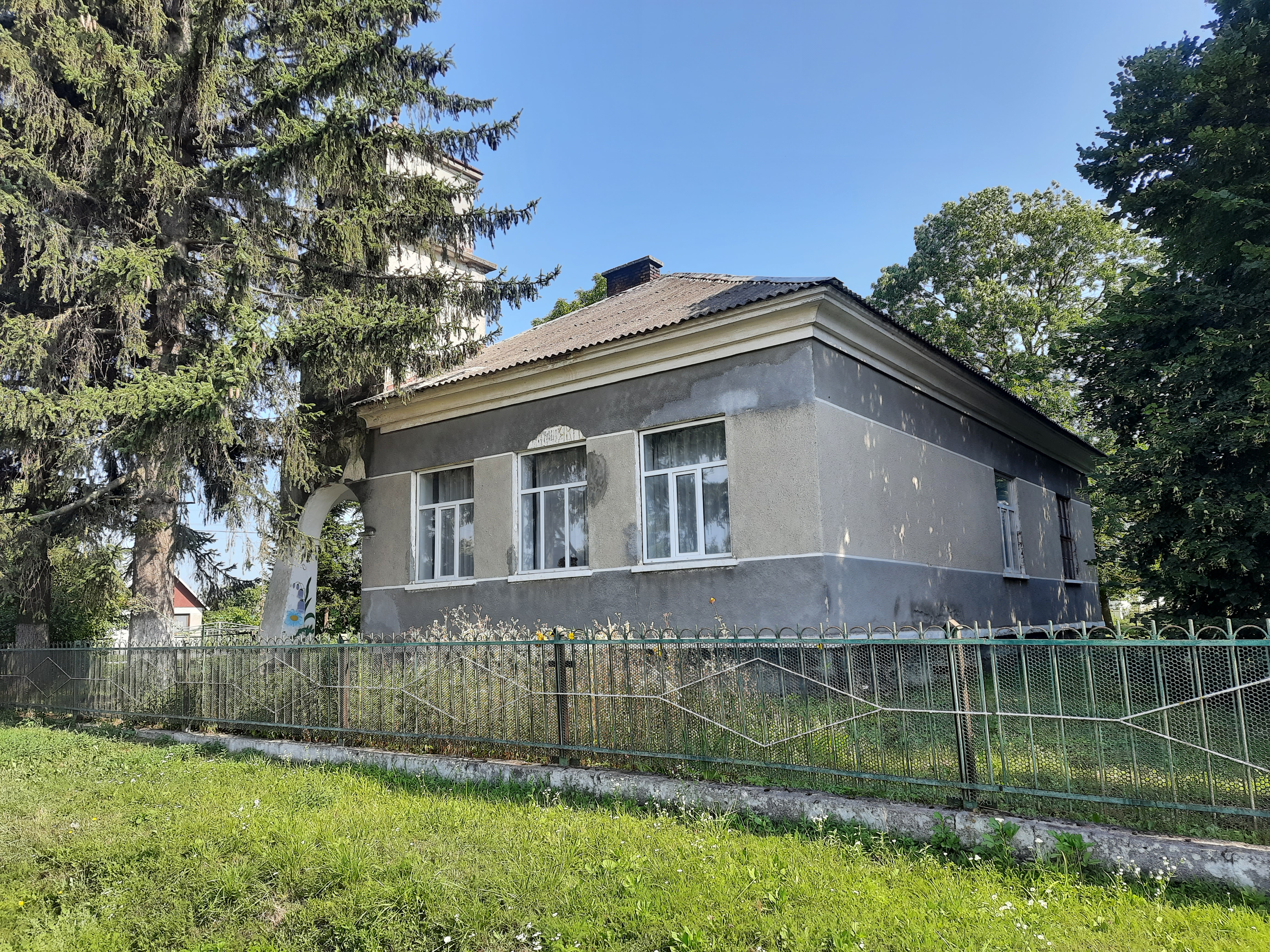
Школа
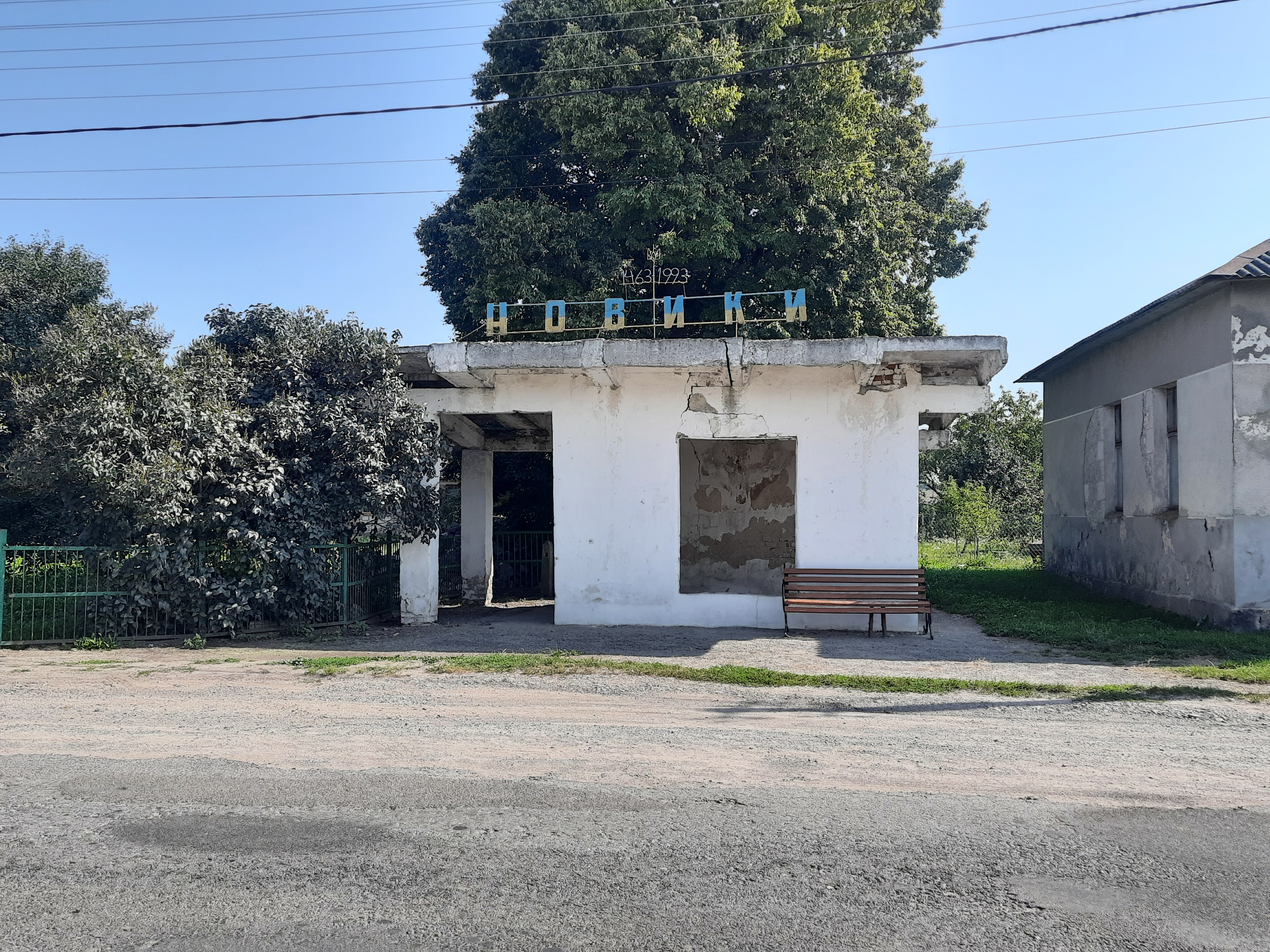
Автобусна зупинка
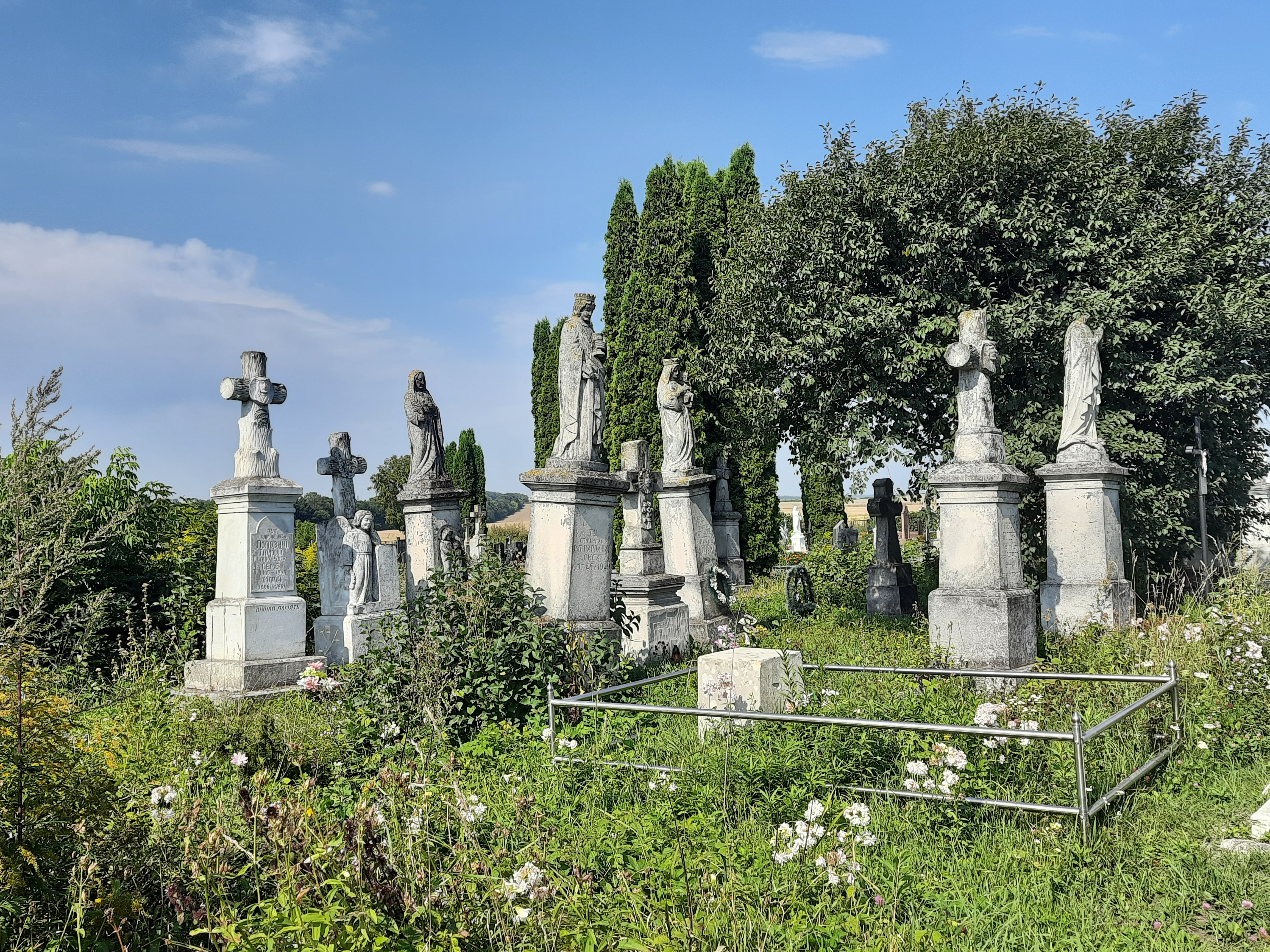
Старий цвинтар